# Amphimallon galleti
Amphimallon galleti är en skalbaggsart som beskrevs av Baraud 1970. Amphimallon galleti ingår i släktet Amphimallon och familjen Melolonthidae. Inga underarter finns listade i Catalogue of Life.